# هارنس
هارنس (به فرانسوی: Harnes) یک کمون (فرانسه) در فرانسه است که در پا-دو-کاله واقع شده‌است. هارنس ۱۰٫۷۶ کیلومتر مربع مساحت دارد ۳۲ متر بالاتر از سطح دریا واقع شده‌است.

## خواهرخوانده
شهرهای فالکن‌اشتاین، زاکسن، گمینا خژانوو (استان لهستان کوچک‌تر) و زانوف خواهرخوانده‌های هارنس هستند.